# پیز پیزوک
پیز پیزوک (به لاتین: Piz Pisoc) یک کوه در سوئیس است که در کانتون گراوبوندن واقع شده‌است. پیز پیزوک ۳٬۱۷۳ متر بالاتر از سطح دریا واقع شده‌است.